# 大足 (年号)
大足（701年正月—十月）是武則天的第十二個年号，共计10个月。

## 建年號
- 久视二年正月初三丁丑（701年2月15日），改元大足。[2][3][4]
- 大足元年十月廿二辛酉（701年11月26日），改元长安。[5][6][7]

## 出生
李白

## 逝世
- 李重润

## 纪年
| 大足 | 元年  |
| ---- | ----- |
| 公元 | 701年 |
| 干支 | 辛丑  |

## 同期存在的其他政权年号
- 日本
  - 大寳（701年－704年）：飛鳥時代—文武天皇之年號

## 參看
- 大足
- 中國年號索引

## 深入閱讀
- 李崇智. . 北京: 中華書局. 2004年12月. ISBN 7101025129.
- 鄧洪波.  (pdf). 臺北: 國立臺灣大學東亞經典與文化研究計劃. 2005年3月  [2022-01-03]. ISBN 9789860005189. （原始内容存档于2007-08-25）.

| 前一年號： 久視 | 武周年号 701年 | 下一年號： 長安 |